# FK Pardubice
El FK Pardubice es un equipo de fútbol de la República Checa que juega en la Gambrinus liga, la liga de fútbol más importante del país.

## Historia
Fue fundado en el año 1910 en la ciudad de Pardubice y es el sucesor oficial del TJ Tesla Parduvice, el cual desapareció tras fusionarse con el FK Loko Parduvice en el año 2008.
Ascendieron por primera vez a la Druhá liga en la temporada 2012/13 tras quedar de segundo lugar en la Bohemian Football League y a que el ganador de la liga, el MFK Chrudim se le negó el ascenso debido a que no cumplió con los requerimientos de la Liga en cuanto al estadio.

## Palmarés
- Druhá liga: 1

2019/20